# Tenebrosoma
Tenebrosoma – rodzaj chrząszczy z rodziny kózkowatych i podrodziny zgrzypikowych.

## Zasięg występowania
Przedstawiciele tego rodzaju występują na Nowej Zelandii oraz wyspie Lord Howe.

## Systematyka
Do Tenebrosoma należy 11 gatunków:
- Tenebrosoma albicoma
- Tenebrosoma corticola
- Tenebrosoma crassipes
- Tenebrosoma diversa
- Tenebrosoma nitida
- Tenebrosoma parvula
- Tenebrosoma pictipes
- Tenebrosoma pulchella
- Tenebrosoma tenebricum
- Tenebrosoma terrestre
- Tenebrosoma testudo